# 五感
通常意義的五感是指視覺、聽覺、嗅覺、味覺和觸-壓覺五種感官的感知，對應醫學正統說法的五種感覺器官。
感受的部位分別是人體的眼、耳、鼻、口舌、皮膚。